# エンゲル (バンド)
エンゲル (Engel)は、スウェーデンのメロディックデスメタルバンド。オルタナティヴ・メタルやインダストリアル・メタルから影響を受けている。

## 略歴
2005年に元イン・フレイムス、元ガーデニアンのニクラス・エンゲリン (G)と元ザ・クラウンのマーカス・スーネソン (G)を中心にロバート・ハケモ (B：元ガーデニアン)、ダニエル "モジョ" モイラネン (Ds：元ロード・ベリアル)、マグナス・カラヴォルン (Vo：元ヘッドプレート)の5人で結成。『踊れるようなリズムとメタルの組み合わせ』をコンセプトに結成された。バンド名は、ニクラスのサッカーでのニックネームに由来し、ニクラス所有のレコーディング・スタジオも同じ名前が付けられている。
中心人物の2人に加えて、他のメンバーも他バンドで活動歴があるメンバーが揃っていたためか、同年7月には早くもライヴデビューしている。ライヴ活動初期から、トリヴィアムやアーチ・エネミーとライヴを行う。2006年に、ロバートが脱退し、ヨハン・アンドレアセン (B)が加入。更に同年中にヨハンからマイケル・ホーカンソン (B)にメンバーチェンジしている。2007年に1stアルバム『Absolute Design』を自主制作する。同アルバムは、SPV/Steamhammerから北米リリースされることとなった。リリース後には、アトレイユ、ダーク・トランキュリティ、スティル・リメインズ、デッド・バイ・エイプリルらとツアーを行う。
2008年にマイケルが脱退し、スティーヴ・ドレナン (B)が加入。2009年から2ndアルバムの制作を開始する。同アルバムは、2010年にリリースされる。同アルバムからレーベルをシーズン・オブ・ミストに移している。日本では、トゥルーパー・エンタテインメントから日本盤が先行リリースされた。日本で最初にリリースされたためか、バンド公式サイトではトゥルーパー・エンタテインメントリリースの日本盤が2ndアルバムのディスコグラフィに掲載されている。同年10月に初来日しLOUD PARKに出演した。また同年中にダニエル "モジョ" モイラネンが脱退しジミー・オラウソンが加入した。
2011年には、イェスパー・ストロムブラードが脱退したイン・フレイムスにニクラスが正式メンバーとして加入した。ニクラスは、イェスパー脱退前からライヴギタリストとしてイン・フレイムスに参加していたが、正式メンバーとなったことでバンド存続の危機に陥る。結局、ニクラスはバンド存続を決め、イン・フレイムスとエンゲルを並行して活動することになる。2012年4月にはアーチ・エネミーのオープニング・アクトとして2度目の来日を果たした。同年5月、3rdアルバム『Blood of Saints』をリリース。
2012年11月、ボーカリストのマグナス・カラヴォルンが脱退。以降のライヴでは、ひとまずセッションとしてTwelvestepで活動経験の有るレンネがボーカルを務めることとなった。その後、2013年1月に新ボーカリストとして、デグレイデッドで活動するミカエル・セーリンが加入した。2014年にドラマーのジミー・オラウソンが脱退、ミザレーションで活動するオスカー・ニルソンが加入した。同年に4thアルバム『Raven Kings』をリリース。
2018年5月、5thアルバム『Abandon All Hope』をリリース。中心メンバーのニクラス・エンゲリンがイン・フレイムスでの活動を中心としているため、ミュージカル・ディレクターという立ち位置となった。引き続き作曲はエンゲリンが全曲を担当しており、ギターも担当している。しかしながら、バンドメンバー写真にはエンゲリンは写っておらず、メンバークレジットでも、"+"が名前の前に付記されている。

## メンバー

### 現ラインナップ
- ミカエル・セーリン (Mikael Sehlin) - ボーカル (2013- )
デグレイデッド、アマランスでも活動。
- マーカス・スーネソン (Marcus Sunesson) - ギター (2005- )
ザ・クラウンでも活動。
- スティーヴ・ドレナン (Steve Drennan) - ベース (2008- )
- オスカー・ニルソン (Oscar Nilsson) - ドラムス (2014- )
ミザレーション、デスパイトなどで活動。
- ニクラス・エンゲリン (Niclas Engelin) - ミュージカル・ディレクター、ギター (2005- )
バンドのメインコンポーザーで[4]、ライブツアーには参加しない場合がある。イン・フレイムス、ガーデニアン、パッセンジャーでも活動。
イン・フレイムスでの活動があるため、5thアルバム『Abandon All Hope』から、ミュージカル・ディレクターを主体に参加している[8]。バンドメンバー写真にも写っておらず、公式WEBサイト上のバンド紹介でもニクラスは紹介されていない[9]。

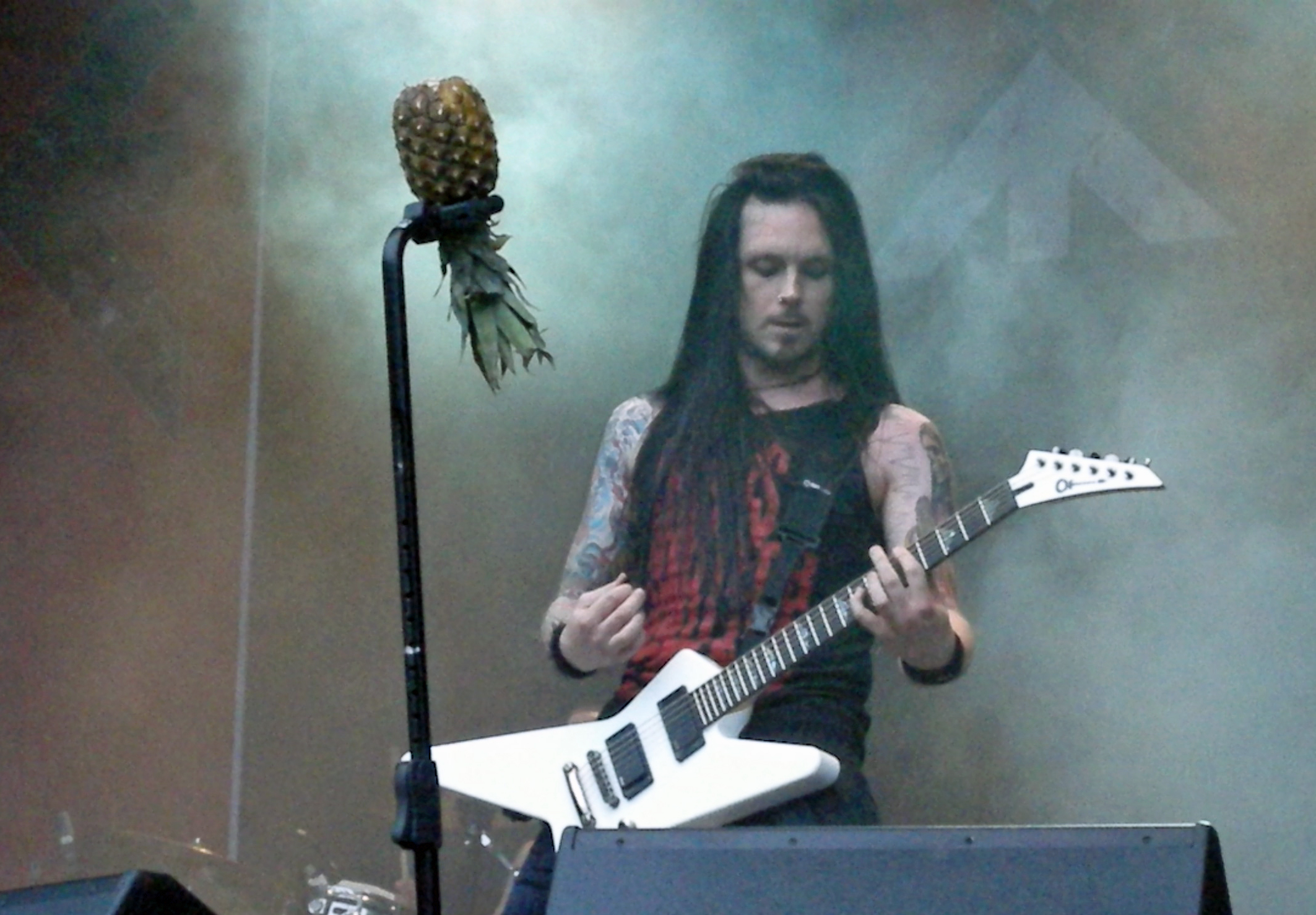
マーカス・スーネソン(G) 2012年
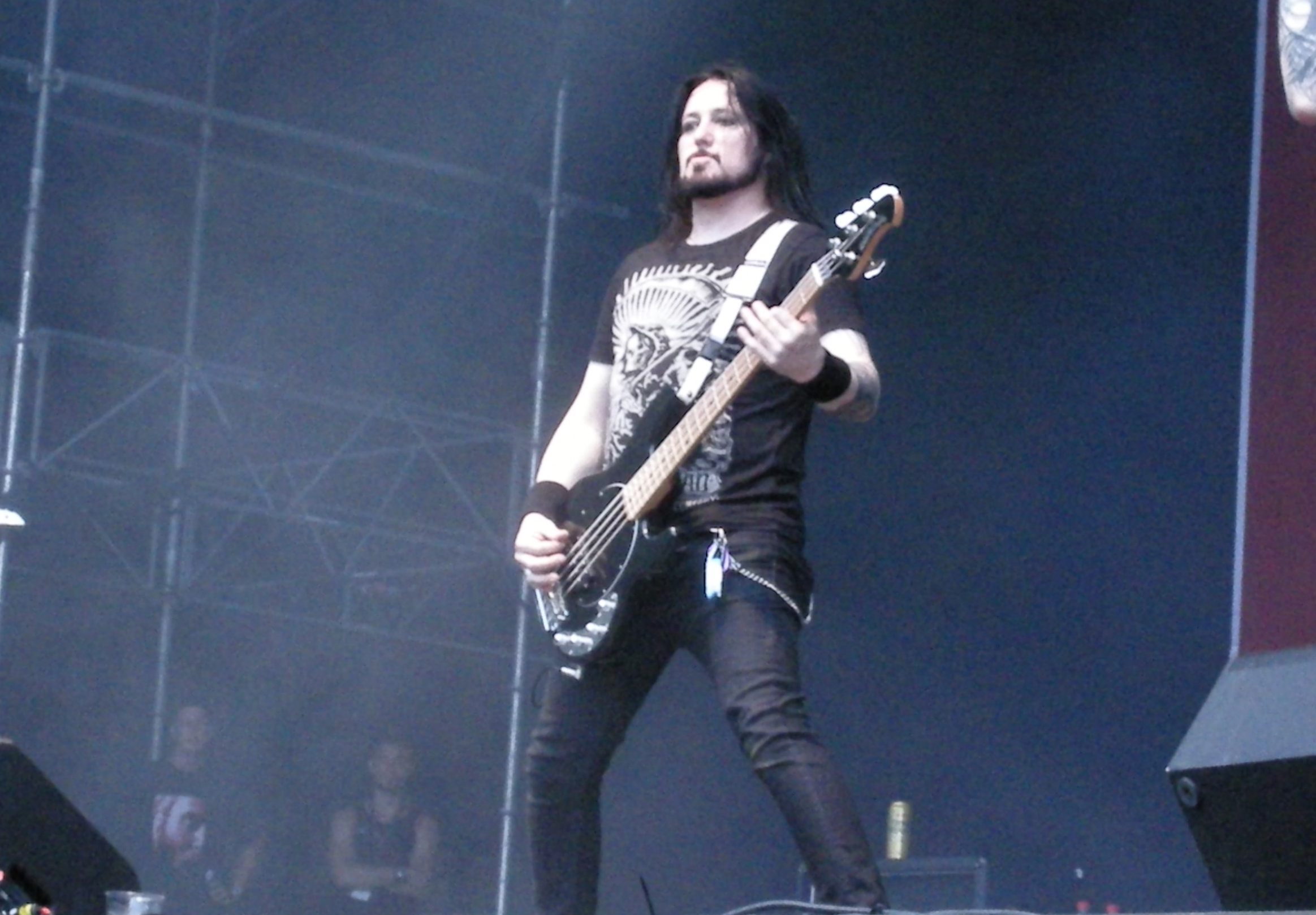
スティーヴ・ドレナン(B) 2012年
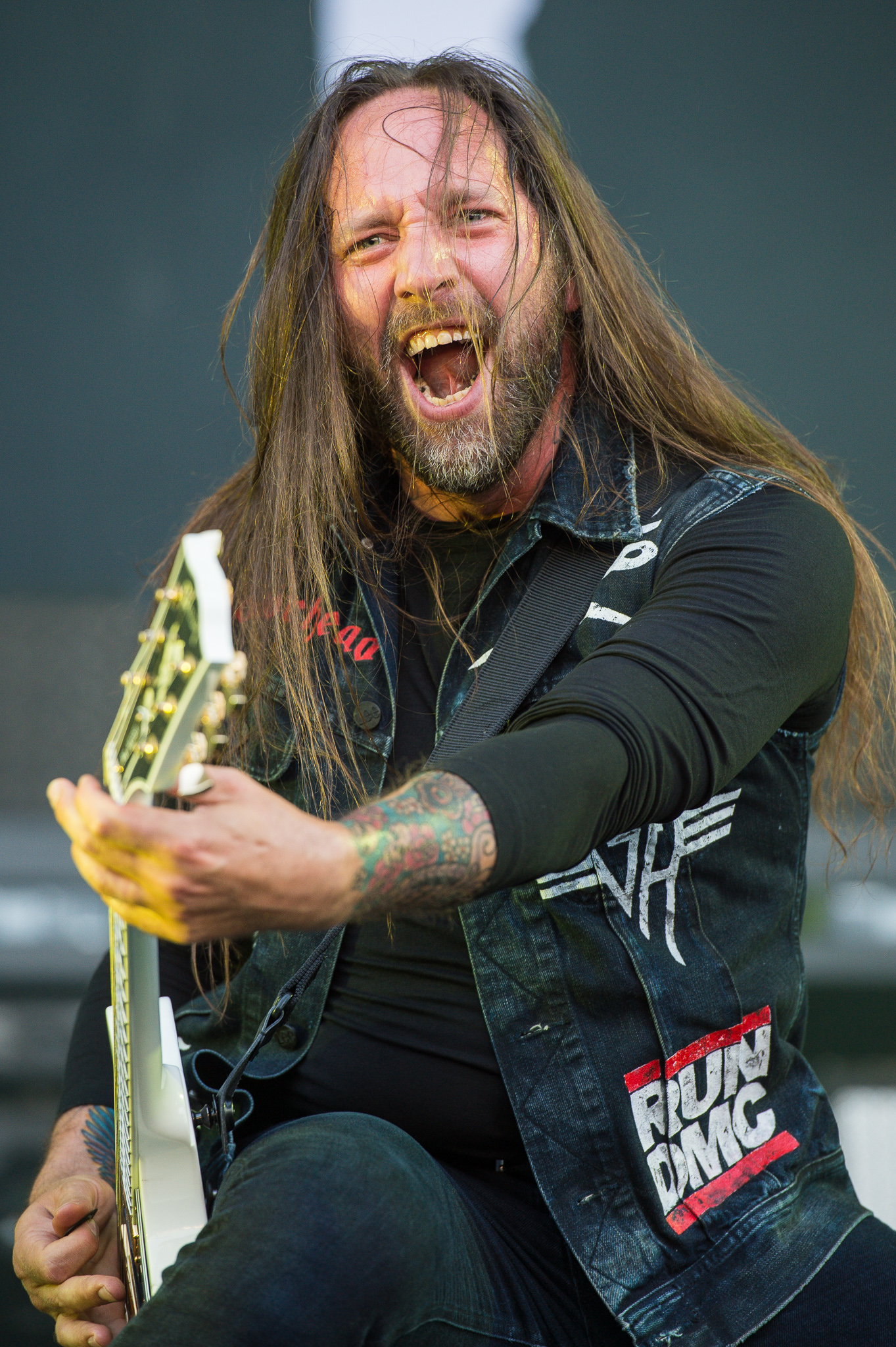
ニクラス・エンゲリン(G) 2015年

### 旧メンバー
- マグナス・カラヴォルン (Magnus "Mangan" Klavborn) - ボーカル (2005-2012)
ヘッドプレートでも活動していた。脱退後、ザ・ダスクフォールに加入。また、聖歌隊で活動していたこともある。
- ロバート・ハケモ (Robert Hakemo) - ベース (2005-2006)
ガーデニアンでも活動。
- ヨハン・アンドレアセン (Johan Andreassen) - ベース (2006)
アマランスでも活動。
- マイケル・ホーカンソン (Michael Håkansson) - ベース (2006-2008)
インキャパシティ、フォーセイクン、エヴァグレイ、エンブレイスド、モルトゥム、The Project Hate MCMXCIXでも活動。
- ダニエル "モジョ" モイラネン (Daniel "Mojjo" Moilanen) - ドラムス (2005-2010)
ロード・ベリアル、ルーンマジック、The Project Hate MCMXCIXでも活動。
- ジミー・オラウソン (Jimmy Olausson) - ドラムス (2010-2014)
マリオネットでも活動。

### ライヴセッション
- レンネ (Lenne) - ボーカル
Twelvestepで活動。2012年のマグナス・カラヴォルン脱退後、ライヴセッションとして参加。

## ディスコグラフィ
- 2005年 Demo 2005 (Demo)
- 2005年 Engel (Demo)
- 2006年 Demo 2006 (demo)
- 2007年 Absolute Design
- 2010年 スレナディ Threnody
- 2012年 Songs of the Dead (EP)
- 2012年 ブラッド・オブ・セインツ Blood of Saints
- 2014年 レイヴン・キングス Raven Kings
- 2018年 アバンダン・オール・ホープ Abandon All Hope